# Venersborg
Venersborg (korábban Vener’s Villas) az Amerikai Egyesült Államok északnyugati részén, Washington állam Clark megyéjében elhelyezkedő statisztikai település. A 2010. évi népszámlálási adatok alapján 3745 lakosa van.
A települést J. C. Lanerberg alapította, aki a kormányzattól, a vasúttól és más földtulajdonosoktól vásárolt területet negyvenezer négyzetméteres telkekre osztotta, melyeket főleg svéd bevándorlók vásároltak meg.

## Népesség
A település népességének változása:
| Lakosok száma | 3274 | 3745 | 3990 |
|               | 2000 | 2010 | 2020 |

## Fordítás
- Ez a szócikk részben vagy egészben  a   Venersborg, Washington című angol Wikipédia-szócikk ezen változatának fordításán alapul.  Az eredeti cikk szerkesztőit annak laptörténete sorolja fel. Ez a jelzés csupán a megfogalmazás eredetét és a szerzői jogokat jelzi, nem szolgál a cikkben szereplő információk forrásmegjelöléseként.